# Kanegra
Kanegra is een plaats in de gemeente Buje in de Kroatische provincie Istrië. De plaats telt 0 inwoners (2001).